# Distretto di Pebas
Il distretto di Pebas è uno dei quattro distretti della provincia di Mariscal Ramón Castilla, in Perù. Si trova nella regione di Loreto e si estende su una superficie di 11.437 chilometri quadrati.
Istituito il 7 febbraio 1866, ha per capitale la città di Pebas.